# الجدي (شمال سيناء)
الجدي إحدى قرى مركز الحسنة التابع لمحافظة شمال سيناء بجمهورية مصر العربية.